# 尚恩·吉普森 (音樂人)

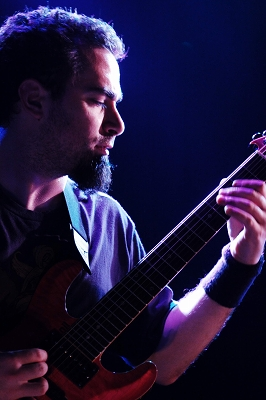
2007年的尚恩·吉普森

尚恩·吉普森（英語：Shane Paul Gibson，1979年2月21日—2014年4月15日），是一名美国音乐家、吉他手。他曾经效力于科恩乐队、斯托克乐队。
2014年，他因血凝块紊乱的综合征去世，享年35岁。